# 卡民氏峨螺
卡民氏峨螺（学名：Neptunea cumingii），俗稱響螺或香螺，是新腹足類支序之下峨螺科香螺屬的一种。

## 型態描述
外殼平滑，肉質也較爽甜。由於售價昂貴（港幣560/斤），一般商店有時會以只值百餘元每斤的管角螺來替代。

## 分佈
本物種主要分佈於韩国、中国大陆的黃渤海地區、台湾，常栖息在浅海沙底、潮下带，是一種底拖上網的物種。